# Opinel

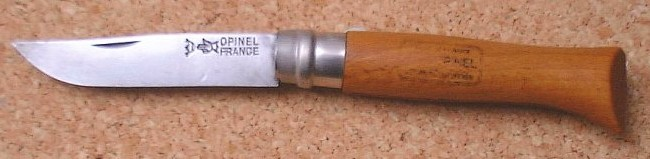
Opinel número 10

El ganivet Opinel o simplement Opinel és un ganivet de butxaca, de fusta, amb un símbol d'una mà coronada, la característica del qual és el mòdic preu. Es fabrica des de la dècada de 1880 al municipi d'Albiez-le-Vieux al costat de Saint-Jean-de-Maurienne a Savoia després a Cognin als afores de Chambéry des de 1920. Finalment, des de 1973, l'activitat s'ha traslladat a una nova fàbrica de Chambéry. El final de l'activitat de la fàbrica de Cognin estava previst pel desembre de 2007.

## Història
El ganivet Opinel fou inventat per Joseph Opinel cap al 1890, quan tenia 18 anys. El jove va fabricar el ganivet per als seus amics, però va passar ràpidament el cercle de la família i després de 120 anys, s'han venut 180 milions de fulles en 71 països diferents. El creador de l'empresa era esmolet. Es dedicava a fer grans estris per a l'agricultura. Paral·lelament va fer alguns ganivets i un dels models el va encoratjar a llançar-se a la fabricació industrial del ganivet. La marca Opinel es va registrar el 1909 i la coneguda rodeta de seguretat data de 1955. A començaments de la II Guerra Mundial se n'havien venut 20 milions d'unitats i el 2009 aquesta xifra ja arribava a 260 milions d'unitats.
Des de 1973 l'empresa se situa a Chambéry, a Savoia amb una fàbrica a Cognin. A Saint-Jean-de-Maurienne hi ha un museu sobre el ganivet.
El 2009 va facturar 10 milions d'euros i compta amb 90 treballadors que produeixen al voltant de 3 milions d'unitats per any.
La fàbrica encara ara la dirigeixen membres de la família Opinel, amb Maurice Opinel (net del fundador), que n'és el president, i Denis Opinel, director general des de 1998.

## Materials
El model tradicional es compon d'un mànec de fusta de faig o de cirerer i una fulla d'acer al carboni. Aquesta dona un bon tall, tot i que necessita ser regularment esmolat i s'ha de vigilar amb l'ús perquè es rovella ràpidament. Amb el temps s'han fet variants del model original, amb l'ús de fustes nobles o exòtiques, com el roure, el noguer, l'olivera, el roser, també la banya de bou... Per a la fulla també existeix feta amb acer inoxidable, que no cal fer-li manteniment i no es rovella.

## Muntatge

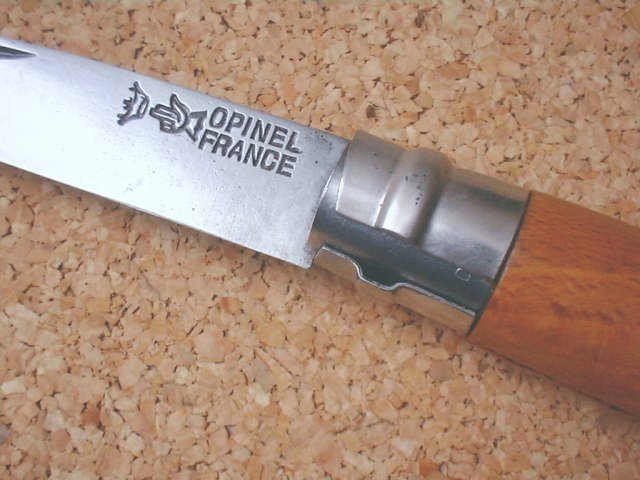
L'anell de seguretat es gira per tenir la fulla inamovible.

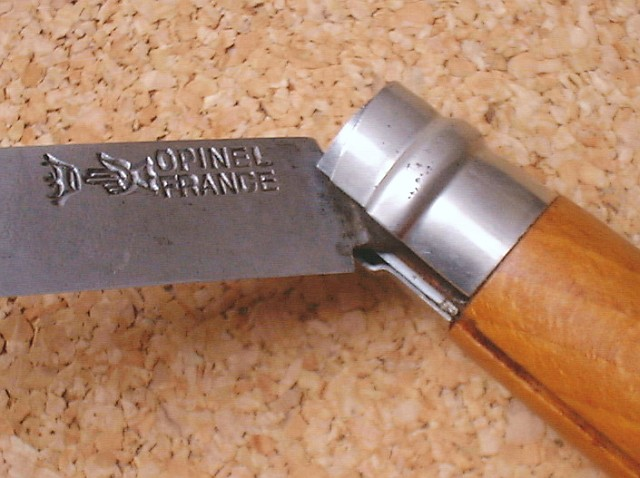
El mateix ganivet amb l'anella girada per tancar la fulla

El muntatge del ganivet és molt simple. Constitueix l'ensamblament de cinc o sis peces, la fulla, el mànec, una banda de metall i el rivet, sobre del qual la fulla pivota, excepte per als models més petits. L'anell de seguretat serveix per evitar el moviment de la fulla i un petit element per amortir els cops i evitar que la fulla perdi tall. El 1955 va ser quan es va introduir l'anell de seguretat i el 2000 es va modificar per tal que pogués estar tancat i evitar que s'obrís accidentalment o per a protegir-lo dels nens. Per evitar mals en els nens, hi ha un ganivet sense punta, amb el final rodó.

## Disseny

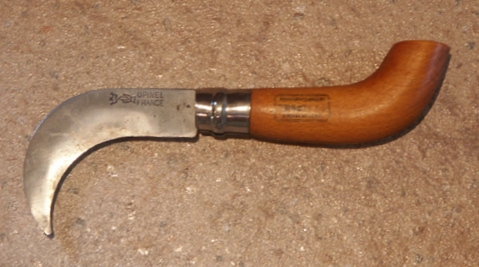
Opinel d'empeltar

La corba elegant de la fulla és un disseny conegut amb el nom de yatagan, forma usada tradicionalment en las navalles bandoleres espanyoles o en les navalles Bofill de Vich, mentre que l'arrodoniment de la base del mànec a l'extrem de la fulla té el disseny que imita una cua de peix.
Alguns models es creen més per raons de disseny i novetat que no pas pràctiques, fins i tot hi ha una versió gegant amb una fulla de 22 cm, que fa que mesuri 50 cm un cop obert. Les formes de la fulla i del mànec no tradicionals s'han anat afegint a la gamma, com a models que no són pròpiament Opinels, com els ganivets de cuina o de taula, tot i que porten la mateixa marca.

## Logo

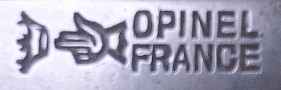
Logo Opinel

La mà coronada ja era present als primers models, ja que tot mestre ganiveter havia de tenir un emblema de fabricació des de temps de Carles IX de França per tal de mostrar l'origen i la qualitat. Més tard s'hi van afegir els mots OPINEL i FRANCE, a més d'INOX per les fulles fetes amb acer inoxidable.
Els tres dits sobre la làmina representen les relíquies de Sant Joan Baptista que Santa Tecla d'Iconi va portar d'Alexandria (Egipte) el segle vi. També formen part de l'escut d'armes de la ciutat de Saint-Jean-de-Maurienne.
En els inicis existien tres marques d'Opinel, a més de la mà i la corona, n'hi ha amb la creu de Savoia i amb la creu i la palma. Aquesta darrera va ser deixada de fabricar el 1967.

## Models

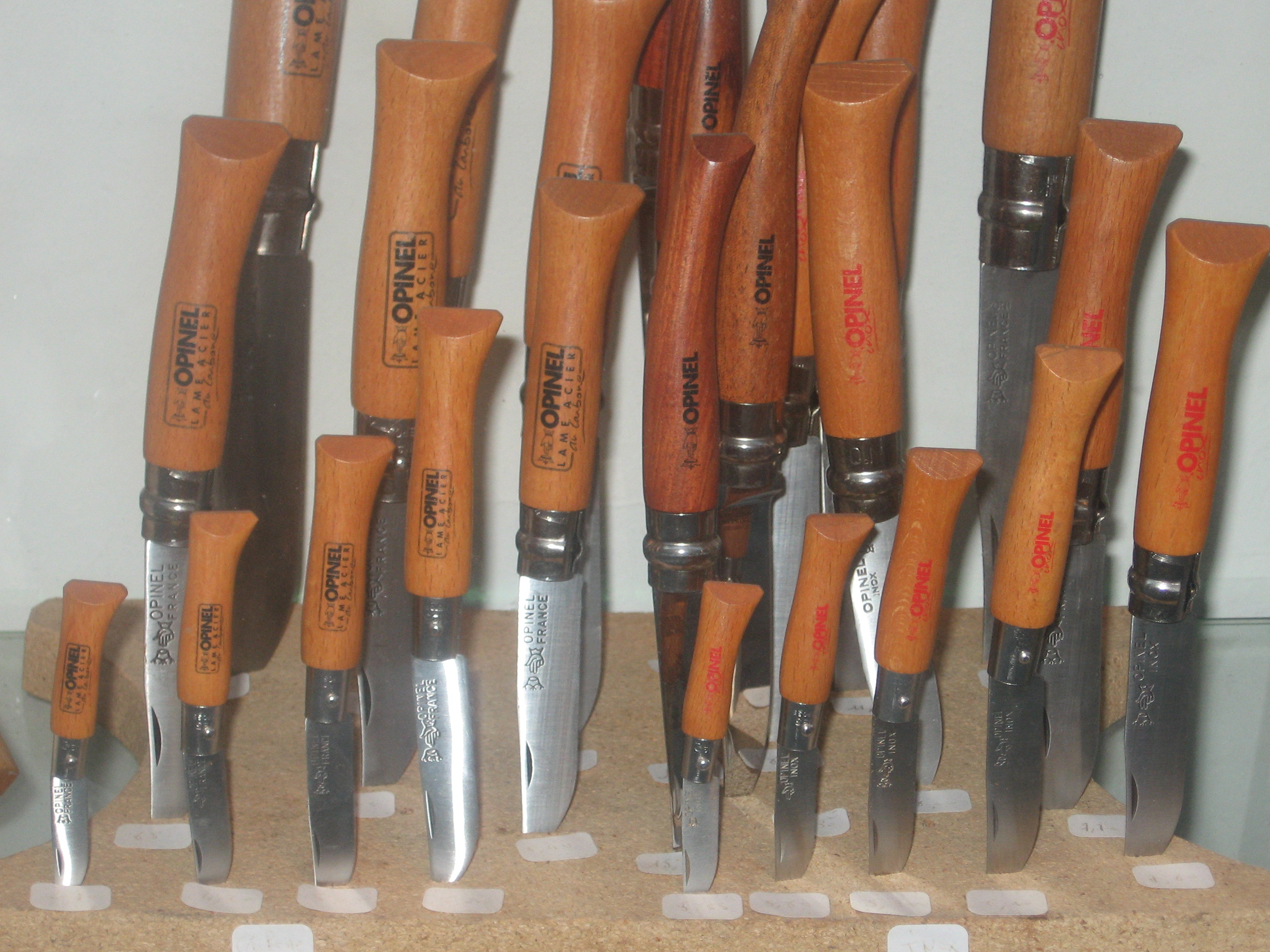
Diferents mides d'Opinels

Els Opinels tenen 10 mides diferents numerades del 2 al 12, des de 3,5 cm a 12 cm. Els números 1 i 11 es van deixar de fabricar el 1932 i 1935 respectivament. El número 8, amb una fulla de 8,5 cm, és el més usat per a l'ús pràctic habitual, per bé que els models més grans són excel·lents en la cuina.
| - Número 2 : Fulla 3,5 cm - Número 3 : Fulla 4 cm - Número 4 : Fulla 5 cm - Número 5 : Fulla 6 cm | - Número 6 : Fulla 7 cm - Número 7 : Fulla 8 cm - Número 8 : Fulla 8,5 cm - Número 9 : Fulla 9 cm | - Número 10 : Fulla 10 cm - Número 12 : Fulla 12 cm - Número 13 : Fulla 22 cm |

## Estatus cultural
El ganivet Opinel és un element de la cultura francesa des de fa temps. Es fa servir per tallar verdures i bolets, també la carn o fins i tot petites reparacions casolantes. Pablo Picasso el feia servir per esculpir, Alain Colas va escapar de la mort quan va tallar una corda que li agafava la cama, Éric Tabarly només jurava pel seu Opinel. L'Opinel també es fa servir molt en els agrupaments escoltes i en les colònies. Hi Opinels de diferents materials, mides, i colors. Hi ha gent que decora els mànecs al seu gust.
La construcció és simple i ingeniosa i gairebé no ha canviat des dels inicis. El ganivet s'ha convertit en un clàssic del disseny. Només ha canviat amb la inclusió d'una fulla d'acer inoxidable per alguns models i l'anell de seguretat que permet bloquejar la fulla quan està tancada. Un dels principals avantatges de l'Opinel és la seva simplicitat de concepció i de fabricació que els fa lleugers per portar, per exemple a la butxaca. Si es tracta bé, sobretot els que tenen la fulla en acer de carboni, pot durar molt de temps. La fulla i el mànec del ganivet agafen amb el temps una pàtina que els fa més atractius.